# Evo Morales

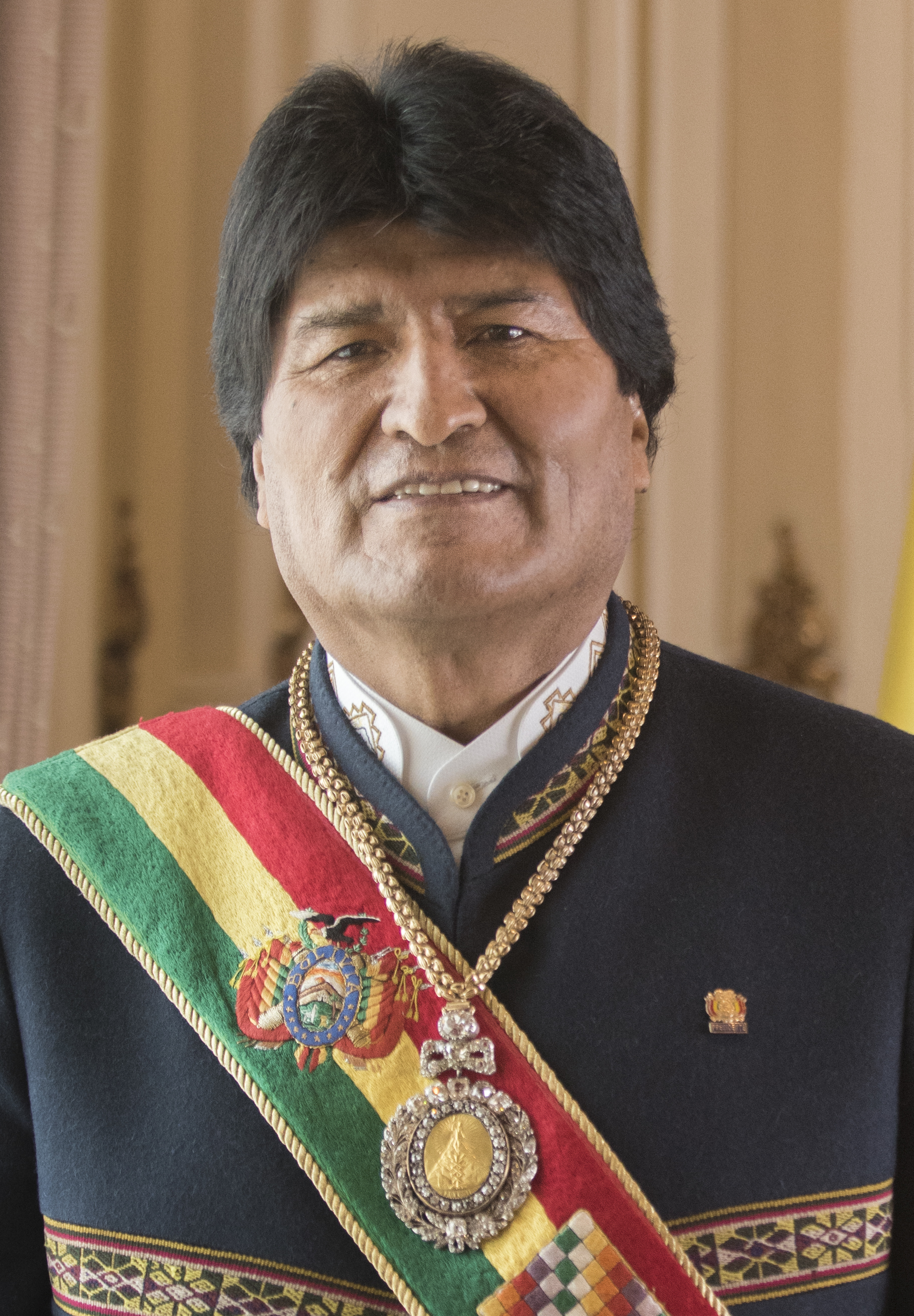
Evo Morales mit der Präsidentenschärpe, 2018.

Juan Evo Morales Ayma (* 26. Oktober 1959 in Isallavi im Cantón Orinoca im Departamento Oruro, Bolivien) war vom 22. Januar 2006 bis zu seinem erzwungenen Rücktritt am 10. November 2019 Präsident Boliviens. Er ist ehemaliger Vorsitzender der sozialistischen bolivianischen Partei Movimiento al Socialismo (MAS) und Führer der Bewegung für die Rechte der Coca-Bauern.
Evo Morales gewann am 18. Dezember 2005 mit 54 Prozent der Stimmen die vorgezogene Präsidentschaftswahl. Er wurde damit als erster Indigener Staatsoberhaupt von Bolivien und errang den deutlichsten Wahlsieg seit Ende der letzten Militärregierung 1982. Bei der Präsidentenwahl vom Dezember 2009 erhielt er 64 Prozent der abgegebenen Stimmen. 2014 wurde Morales bei einer umstrittenen 3. Kandidatur (die Verfassung erlaubt nur eine Wiederwahl) mit 61 Prozent wiedergewählt.
Zur Wahl am 20. Oktober 2019 trat Morales erneut an und wurde zum Wahlsieger erklärt. Aufgrund von Unregelmäßigkeiten kam es zu wochenlangen Protesten. Morales trat am 10. November 2019 zurück, nachdem der Armeechef seinen Rücktritt gefordert hatte, um größeres Blutvergießen zu vermeiden, und erhielt in Mexiko politisches Asyl. Am 18. Oktober 2020 erhielt die MAS bei der Präsidentschaftswahl 55 Prozent der Stimmen und Luis Arce wurde Morales’ Nachfolger. Im November 2020 kehrte Morales triumphierend nach Bolivien zurück. Ende 2023 verbot das Verfassungsgericht in Bolivien Morales die Teilnahme an der Präsidentenwahl 2025. Damit hob das Gericht eine Entscheidung aus dem Jahr 2017 auf, die die Wiederwahl als „Menschenrecht“ bezeichnet hatte.
In Bolivien wurden gegen Morales zwei Verfahren wegen des sexuellen Missbrauchs Minderjähriger eingeleitet. Darüber hinaus laufen weitere Ermittlungen wegen mutmaßlichen Missbrauchs und Menschenhandels im Zusammenhang mit der Zeit seines Asyls in Argentinien.
Morales wurde vor allem für seine Wirtschafts- und Sozialpolitik gelobt. Bei seinem Amtsantritt war Boliviens Wirtschaft eine der schwächsten der Welt, vom Rohstoffreichtum des Landes profitierten überwiegend ausländische Großkonzerne. Während seiner Präsidentschaft sorgte er nicht nur allgemein für starkes Wirtschaftswachstum, sondern vor allem auch für eine deutliche Verbesserung der Situation der Armen sowie von Bildung, Gesundheitsversorgung und Infrastruktur. Kritisiert wird er für demokratische Mängel, etwa für seine verfassungswidrigen Kandidaturen nach zwei Amtszeiten.

## Jugend und Ausbildung
Evo Morales verbrachte seine Jugend im Departamento Oruro im Altiplano in großer Armut. Vier seiner Brüder starben in jungen Jahren. Er entstammt einer Aymara-Familie aus dem kleinen Dorf Orinoca auf dem bolivianischen Altiplano. Oft gab es für ihn und seine Geschwister nur dreimal täglich Maissuppe zum Essen. Erinnerungen seiner Schwester Esther belegen die harte Kindheit des Präsidenten: „Meine Mutter behandelte unser Fieber allein mit Koka und Zucker. Manchmal heilte uns das. Wenn das Fieber so hoch war, dass es wehtat, bekamen wir Koka und Zucker unter die Achseln gedrückt, um unsere Füße wurde ein schwarzes Tuch gewickelt. Was so viel bedeutete wie: Du wirst durchkommen oder musst sterben.“
Während der Schulzeit arbeitete Morales in einer Bäckerei und verkaufte Süßigkeiten in der Schule, die er selbst nur bis zur sechsten Klasse besuchte. Am Wochenende spielte er zusätzlich in einer Band, um seinen Lebensunterhalt sicherzustellen. Als der Frost wieder einmal die gesamte Ernte zerstört hatte, beschloss sein Vater, in die Yungas zu gehen. Doch da das Land für seine Familie unerschwinglich war, blieb sie ab dem Jahre 1978 in Chapare, dem bolivianischen Zentrum des Cocaanbaues. Nachdem Morales seinen Wehrdienst abgeleistet hatte, ging er zurück in den Chapare.

## Politische Karriere
Morales übernahm mit der Zeit immer mehr Verantwortung im Sindicato, wo das Leben in den Dorfgemeinschaften organisiert wurde. Dort wurde Geld gesammelt, Steuern sozusagen, um Schulen zu bauen, Wege und Gesundheitsstationen. Der junge Evo wurde schließlich zum Dirigente (Leiter) seines Sindicato gewählt, später auch zum Dirigente der nächsthöheren Einheit, des Central.
Morales war seit 1993 Parlamentsabgeordneter, zuerst für die Izquierda Unida.
In den neunziger Jahren gründete er mit Freunden das IPSP (Politisches Instrument für die Souveränität der Völker). Nachdem das Wahlgericht mehrmals eine Aufstellung der Partei bei den Wahlen verhindert hatte, übernahmen sie mit MAS (Movimento al Socialismo) den Namen einer Partei, die kurz vor der Auflösung stand. Dank dieser List konnte die Partei an den Wahlen teilnehmen und ins Parlament einziehen. Morales konnte den Wahlkreis Chapare mit über 60 Prozent der Stimmen für sich entscheiden und als Direktkandidat wieder ins Parlament einziehen.

### Wahlen 2002
Im Januar 2002 wurde Morales seines Sitzes im Kongress enthoben, aufgrund einer Anklage wegen Terrorismus im Zusammenhang mit Unruhen in Sacaba gegen die vollständige Vernichtung der Cocapflanzen, hierbei waren vier Cocabauern, drei Soldaten und ein Polizeioffizier getötet worden.
Morales kündigte dennoch seine Kandidatur für die Präsidentschafts- und Kongresswahlen am 30. Juni 2002 an. Im März 2002 wurde der Ausschluss von Morales aus dem Kongress als verfassungswidrig erklärt, doch beanspruchte er seinen Kongresssitz nicht, bevor der neue Kongress am 4. August vereidigt war. Seine Partei hatte einen mageren Anteil von vier Prozent bei den allgemeinen Wahlen, aber benutzte ihre knappen Ressourcen, um einen phantasievollen Wahlkampf zu führen, der eine große Anziehungskraft ausübte. Seine Partei brach mit den traditionellen Wahlkampfmitteln, bei denen zahlreiche T-Shirts, Baseball-Kappen, Kalender und weiteres politisches „Konfetti“ verteilt werden. In einem kontroversen Fernsehspot trat ein indigenes bolivianisches Mädchen auf, das die Massen belehrte, dem Gewissen und nicht den Befehlen ihrer „Bosse“ folgend zu wählen. Die MAS erhielt eine kleine staatliche Wahlkampfkostenerstattung von weniger als 200.000 US-Dollar, die jede politische Partei erhielt.
Die Ressentiments gegen die US-Präsenz im Allgemeinen und gegen den US-Botschafter in Bolivien Manuel Rocha im Besonderen nutzend, ließ die MAS ein Plakat in den bolivianischen Städten mit einem großen Foto von Morales in der Mitte zirkulieren mit den Großbuchstaben: „Bolivianer: Ihr entscheidet. Wer regiert? Rocha oder die Stimme des Volkes.“ 
Wenige Tage vor der Wahl in einer Rede in Anwesenheit des scheidenden bolivianischen Präsidenten Jorge Quiroga warnte Rocha die bolivianischen Wähler, dass, falls sie Morales wählen sollten, die USA ihre Entwicklungshilfe streichen und ihre Märkte für Bolivien schließen würden. Zweifellos wählte die Mehrheit der Indígenas, speziell die in den indigenen Departamentos des Altiplano, die Partei Morales’, die ihnen einen Anteil von 20,94 Prozent der Stimmen verschafften (die MNR–MBL und Gonzalo Sánchez de Lozada erhielten in der ersten Runde der Wahl 22,46 %). Später schrieb Morales den Sieg seiner MAS dem US-amerikanischen Botschafter zu: „Jede Bemerkung, die Rocha gegen uns machte, half uns, stärker zu werden und ließ das Bewusstsein des Volkes erwachen.“ 2023 wurde aufgedeckt, dass Rocha damals ein kubanischer Agent war.
Wegen seiner Weigerung zu einem Kompromiss, die von einigen Politikern als Uneinsichtigkeit angesehen wurde, wurde die MAS aus der Koalition ausgeschlossen, die letztlich bestimmte, wer Präsident wurde: Gonzalo Sánchez de Lozada. Die von Morales geführte MAS zog als starke Oppositionspartei in den Kongress ein.  Viele waren der Ansicht, dass Morales und seine Partei noch nicht reif genug seien, um ein modernes kapitalistisches Land zu regieren. Morales wurde kritisiert, weil er kein klares Programm habe; es sei klar, wogegen er ist, aber noch unklar, worin seine Alternativen bestehen. Morales legte wenig Wert auf die damalige Form der Regierung auf Basis einer parlamentarischen Demokratie, die er für gefährdet hielt, von innen korrumpiert und von außen manipuliert zu werden. Er sagte, Boliviens improvisierende Kleinbauern bräuchten vor allem Autonomie, Chancengleichheit und Zugang zu Grund und Boden.

### Kontroverse um Gas-Förderabgaben (2003 bis 2005)
Als der bolivianische Gewerkschaftsverband COB einen unbefristeten Generalstreik am 29. September 2003 als Antwort auf den Tod von sieben Demonstranten ausrief, die durch die Streitkräfte während der Auseinandersetzungen um das bolivianische Erdgas ausbrachen, entschieden Morales und die MAS, teilzunehmen und auf die Erlangung der Macht bei den Regionalwahlen 2004 zu setzen.
Ebenso wie Venezuela verfügt Bolivien über reiche Erdgasvorkommen. Gleichwohl gilt Bolivien zugleich als das Armenhaus des Subkontinents – ein Zustand, den viele der Ausbeutung ihrer Bodenschätze durch ausländische Konzerne zuschreiben: Die Privatisierung der Erdgasförderung wurde in den 1990er Jahren von Weltbank und IWF unter Führung der USA zur Bedingung für Entwicklungshilfe und Kreditzusagen gemacht.
Da die erdgasfördernde Industrie im Wesentlichen auf bereits ausgebildete ausländische Gastarbeiter setzt, verbleibt gegenwärtig als einzige bedeutende Einkommensquelle der Indígenas, die rund 70 Prozent der Bevölkerung stellen, der Anbau von Coca. Da dieses traditionelle Produkt der bolivianischen Landwirtschaft jedoch auch zu Kokain weiterverarbeitet werden kann, werden die Produktion und der Vertrieb von Coca auf Druck der USA immer stärker reglementiert. Infolgedessen fühlten sich Landwirte kriminalisiert und weite Teile des Volkes ihrer Entwicklungschancen beraubt.
Die Konsequenz ist ein weit verbreiteter Anti-US-Amerikanismus, der im vergangenen Jahrzehnt in zunehmendem Maße seinen Niederschlag auch im politischen System findet.
Die MAS forderte Förderabgaben in Höhe von 50 Prozent für Öl- und Gaskonzerne, um der verarmten Landbevölkerung eine Teilhabe an der Ausbeutung des Rohstoffreichtums Boliviens zu ermöglichen. „Welchen Sinn hat ein Geschäft für unser Land, wenn Repsol-Bolivien mit Repsol-Argentinien verhandelt? Es hat keinen Sinn“, so Morales zur argentinischen Zeitung Página 12. Die in Bolivien tätigen internationalen Gasunternehmen der britischen BG Group, die französische Total, die spanisch-argentinische Repsol YPF und die brasilianische Petrobras drohten mit Abwanderung und Schadensersatzklagen.

### Rücktritt Mesas und vorgezogene Wahl 2005
Aufgrund des Drucks der MAS-Anhänger, die mit Straßenblockaden und Demonstrationen gegen den amtierenden Präsidenten Carlos Mesa protestierten, kündigte dieser am 6. März 2005 seinen Rücktritt an.
Mesas Rücktritt wurde vom Kongress am 9. März 2005 einstimmig abgelehnt. In der gleichen Sitzung stimmte eine Parlamentsmehrheit für einen Sozialpakt, der unter anderem zusätzlich zu den 32 Prozent Steuern Förderabgaben in Höhe von rund 18 Prozent vorsah. Morales’ MAS stimmte im Parlament gegen den Pakt; die Anhänger von Morales gingen weiter mit Blockaden gegen Mesa vor. Daraufhin erklärte Mesa am 7. Juni 2005 erneut seinen Rücktritt, erklärte die Suche nach einem Konsens in der durch die Blockaden aufgeheizten politischen Atmosphäre für nicht möglich und forderte Neuwahlen. Morales’ Partei forderte hingegen die Ernennung des nach der Verfassung an dritter Stelle nachfolgenden Präsidenten des Obersten Gerichts zum Präsidenten der Republik.
Nachdem der Präsident des Obersten Gerichts Eduardo Rodríguez Übergangspräsident geworden war, setzte er den Wahltermin auf den 18. Dezember 2005 fest. Evo Morales erhielt im ersten Wahlgang eine absolute Mehrheit der Stimmen (53,74 Prozent). Bei seiner Vereidigung am 22. Januar 2006, der indigene religiöse Zeremonien vorausgegangen waren, rief er dazu auf, „500 Jahre Diskriminierung zu beenden“. Zum Vizepräsidenten ernannte Morales Álvaro García Linera.

## Amtszeit

### Erste Jahre

Morales (rechts) mit dem französischen Landwirt und Politiker José Bové im Jahr 2002. Morales trägt den traditionellen Andenpullover, die Chompa, die er nach seiner Wahl auch bei offiziellen Anlässen trug.

Anfang Mai 2006 leitete Morales in Erfüllung eines Wahlversprechens die Verstaatlichung des Erdöl- und Erdgassektors in Bolivien ein. Er erließ ein Dekret, das die ausländischen Konzerne verpflichtet, ihre gesamte Produktionskette innerhalb von sechs Monaten der staatlichen Ölgesellschaft zu unterstellen. Weitere Verstaatlichungen sind angekündigt. Nach eigenen Aussagen betrachtet Evo Morales Fidel Castro als „Symbol für den Wandel zu einem neuen Südamerika“.
Die Amtszeit des Präsidenten in Bolivien beträgt fünf Jahre und kann nicht direkt im Anschluss verlängert werden. In einem Interview mit der Zeitschrift „Politique Internationale“ deutete Morales im Frühjahr 2006 allerdings an, eine Verfassungsänderung zu erwägen.
Im Juli 2006 begann Morales mit den Vorbereitungen für eine Verfassungsreform. Diese strebte eine Verstaatlichung der Bodenschätze, der Eisenbahn und der Industrie, eine Reform des damals neoliberal geprägten Wirtschaftssystems, eine Landreform und die Abschaffung der Staatsreligion an. Ein wichtiges Element bestand zudem darin, alle indigenen Volksgruppen und die Afrobolivianer als Nationen anzuerkennen und ihnen besondere Rechte zum Schutz ihrer Sprache und Kultur einzuräumen.
Die Regierung von Morales strebte ein Entwicklungsmodell an, das auf der Prämisse des „vivir bien“ (gut leben) basierte. Dies bedeutete, soziale Harmonie, Konsens, die Beseitigung von Diskriminierung und die Umverteilung von Wohlstand anzustreben. Dabei orientierte sich das Modell eher an gemeinschaftlichen als an individuellen Werten und lehnte sich stärker an indigene andine Formen der sozialen Organisation an als an westliche.
Bei der Wahl von Morales lag die Analphabetenquote in Bolivien bei 16 % und war damit die höchste in Südamerika. Um dies mit Hilfe linker Verbündeter zu ändern, startete Bolivien mit kubanischer Unterstützung eine Alphabetisierungskampagne, und Venezuela lud 5.000 bolivianische Abiturienten ein, kostenlos in Venezuela zu studieren. Im Jahr 2009 erklärte die UNESCO Bolivien für frei von Analphabetismus. Die Weltbank gab an, dass die Analphabetenquote um 5 % zurückgegangen sei. Kuba unterstützte Bolivien auch beim Ausbau seiner medizinischen Versorgung, indem es Augenkliniken im Land eröffnete, in denen jährlich 100.000 Bolivianer kostenlos behandelt werden, und 5.000 Stipendien für bolivianische Studenten zum Medizinstudium in Kuba vergab. Die Regierung strebte den Ausbau der staatlichen medizinischen Einrichtungen an, eröffnete bis 2014 zwanzig Krankenhäuser und erhöhte die medizinische Grundversorgung bis zum Alter von 25 Jahren. Ihr Ansatz zielte darauf ab, sowohl die westliche Schulmedizin als auch die traditionelle bolivianische Medizin zu nutzen und zu harmonisieren.
Das Programm „Bono Juancito Pinto“ aus dem Jahr 2006 stellte Eltern, deren Kinder eine öffentliche Schule mit einer Anwesenheitsquote von über 80 % besuchten, jährlich 29 US-Dollar zur Verfügung. Die Initiative „Renta Dignidad“ von 2008 erweiterte das bisherige Sozialversicherungsprogramm „Bonosol“ für Senioren, erhöhte die Zahlungen auf 344 US-Dollar pro Jahr und senkte das Anspruchsalter von 65 auf 60 Jahre. Das Programm „Bono Juana Azurduy“ von 2009 erweiterte eine frühere öffentliche Mutterschaftsversicherung und gewährte einkommensschwachen Müttern, die nachweisen konnten, dass sie und ihr Baby vor und nach der Geburt medizinisch versorgt worden waren und in einer zugelassenen medizinischen Einrichtung entbunden hatten, eine Geldleistung.

### Autonomie-Kontroverse und Referendum 2008
Ein zentraler Diskussionspunkt war die Frage nach der zukünftigen Staatsform: während in den vier östlichen Departamentos des „Media Luna“ (Beni, Pando, Santa Cruz und Tarija) die Bevölkerung die Einführung einer föderalen Staatsstruktur mit regionaler Autonomie verlangt, lehnten die Einwohner in den fünf westlichen Departamentos im Hochland (Chuquisaca, Cochabamba, Oruro, La Paz und Potosí) Autonomiebestrebungen ab.
Nachdem sich im Verlauf des Jahres 2008 die Departamentos des „Media Luna“ in Volksabstimmungen für eine Autonomie nach spanischem Vorbild ausgesprochen hatten, erklärte sich Evo Morales im Mai zu einem Referendum über seine Amtsführung bereit. Am 10. August 2008 wurde Boliviens Präsident bei dieser Volksabstimmung in seinem Amt klar bestätigt. Über 67 Prozent der Wahlberechtigten – und damit bedeutend mehr Bürger als bei der Wahl 2005 – stimmten für Morales und seinen Vizepräsidenten Álvaro García Linera. In einer Rede nach dem Votum kündigte Morales an, seine Verstaatlichungspolitik fortzusetzen.
Die Verfassungsreform wurde durch den Konflikt verzögert. Nachdem in Verhandlungen seitens der Regierung mehrere Zugeständnisse in Richtung Opposition beim Verfassungsentwurf gemacht worden waren, nahm die bolivianische Bürgerschaft die Verfassung schließlich im Januar 2009 an.

### Wiederwahl 2009
Bei den Präsidentschaftswahlen am 6. Dezember 2009 vereinigte Evo Morales 64 Prozent der Wählerstimmen auf sich; die Wahlbeteiligung lag bei 94 Prozent. Die Polarisierung des Landes, die sich sowohl beim Abberufungsreferendum im August 2008 als auch beim Referendum über die Annahme der neuen Verfassung im Januar 2009 noch sehr deutlich gezeigt hatte, war diesmal weniger stark ausgeprägt. Nur im Departamento Santa Cruz und im Departamento Beni lag Morales’ Herausforderer Manfred Reyes Villa deutlich vor Evo Morales, im Departamento Tarija stellte Morales’ MAS mit 51 % der Stimmen die Mehrheit. Bei den gleichzeitig angesetzten Parlamentswahlen gewann die MAS 88 von 130 Sitzen im Abgeordnetenhaus und 26 von 36 Sitzen im Senat und verfügt somit in beiden Kammern des Parlamentes über eine Zweidrittelmehrheit.

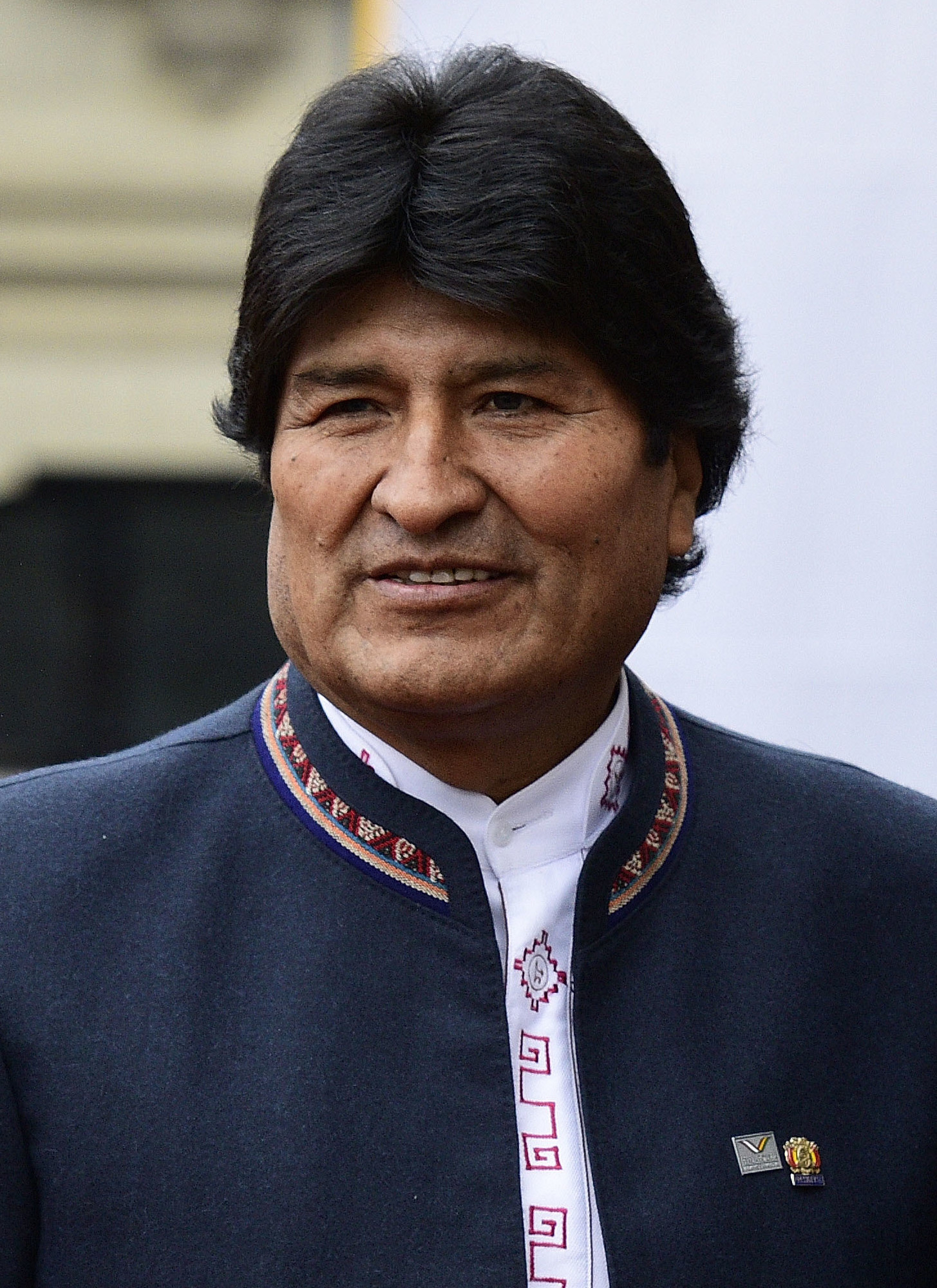
Morales, 2017

Im Juni 2014 leitete Morales das Gipfeltreffen der Gruppe der 77 in Santa Cruz de la Sierra, das bis heute die größte jemals in Bolivien stattfindende Konferenz darstellt (Stand 2019). Durch sie wurden einerseits im Vorfeld umfangreiche Investitionen in die Infrastruktur angestoßen und andererseits stellte sie eine bedeutende Plattform zur internationalen Stärkung der politischen Agenda der Regierung Morales dar. Insbesondere die Betonung der Souveränität der Staaten und die Koordinierung von Maßnahmen gegen die als neoimperialistisch wahrgenommene Außenpolitik der USA standen vielfach im Mittelpunkt.

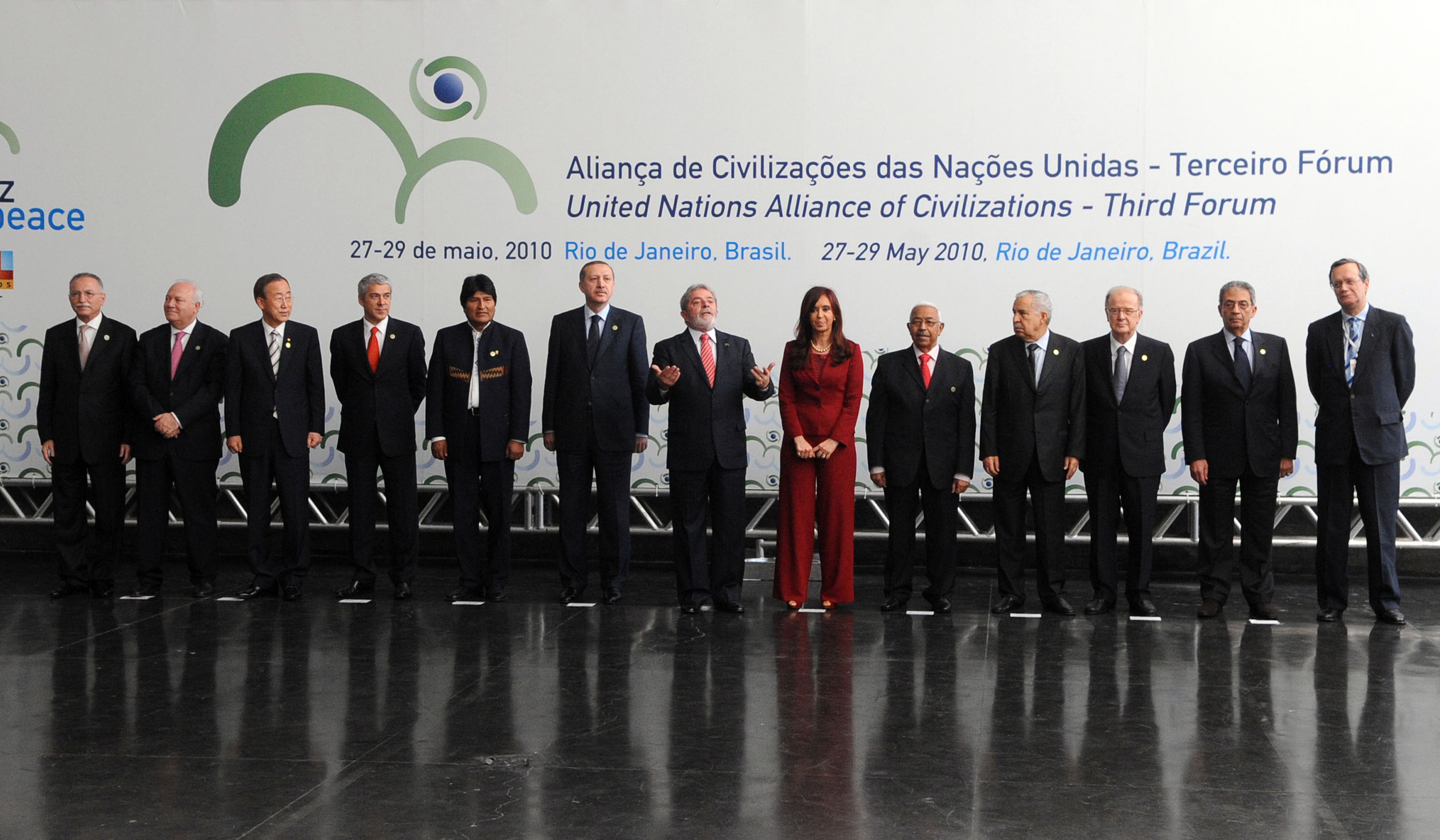
Morales bei der Allianz der Zivilisationen 2010

### Amtsperiode 2014 bis 2019
Obwohl es nominell die zweite Wiederwahl war, argumentierte die Wahlaufsicht, dass die Wahl unter der alten Verfassung nicht zählen würde, sondern vielmehr die Wahl von 2009 die Erstwahl unter der neuen Verfassung gewesen sei. Morales setzte sich souverän gegen den Unternehmer Samuel Doria Medina und Ex-Präsident Jorge Quiroga durch.

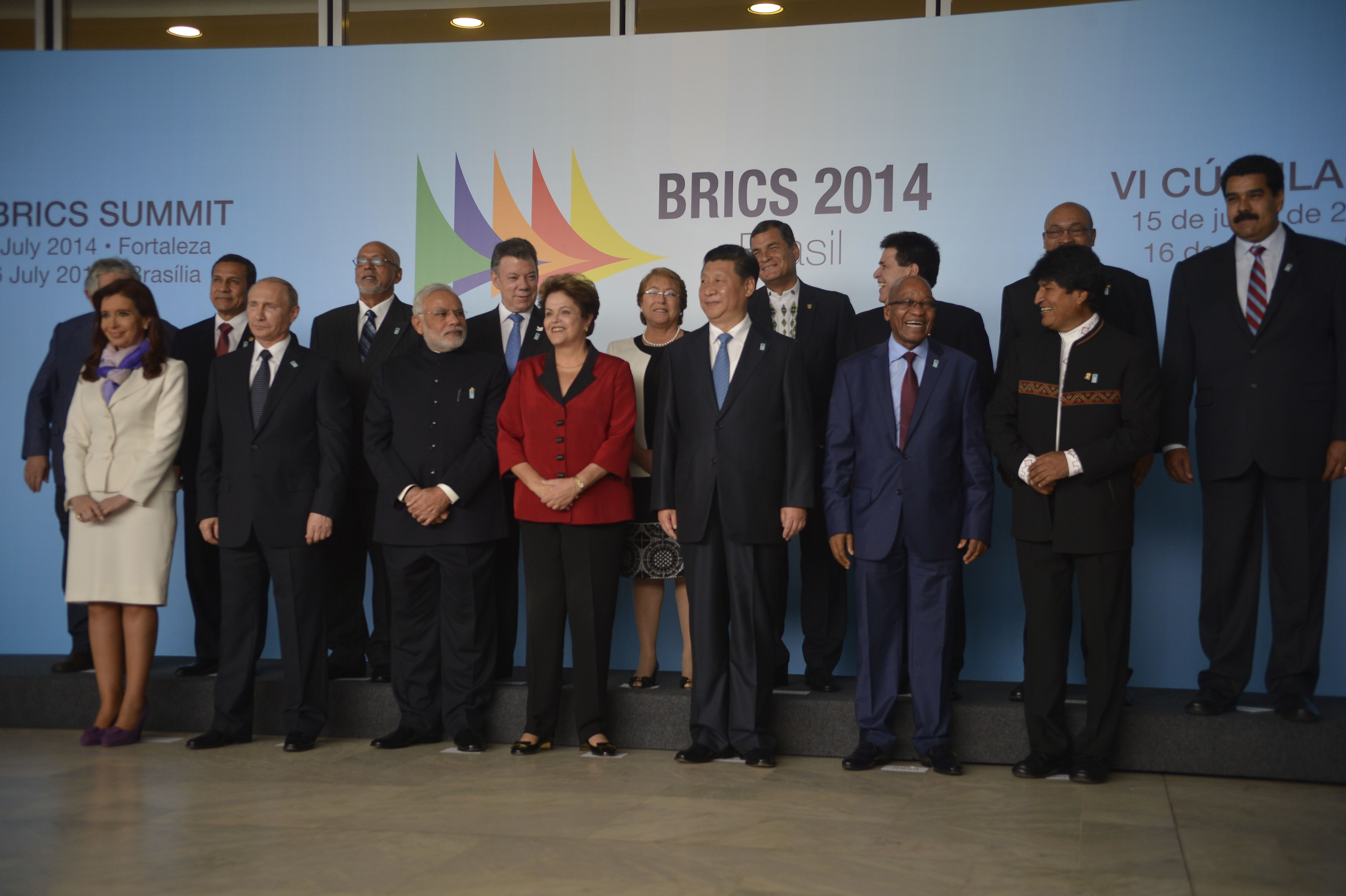
Morales auf dem 6. BRICS-Gipfel 2014

Im Februar 2016 war Morales mit einem Referendum über eine Verfassungsänderung nicht erfolgreich, das ihm und dem Vizepräsidenten eine erneute Kandidatur erlaubt hätte. Sein Plan war es, über eine vierte Amtsperiode bis 2025 zu regieren. Auch die Indigenen des Tieflandes verwarfen das Ansinnen – Morales gilt dort gerade in Regionen ehemaliger Jesuitenmissionen als Verräter der indigenen Sache. Er vertrete zu sehr die Interessen der Koka-Bauern, die eine seiner politischen Stützen seien.

### Kandidatur für eine vierte Amtszeit
Aufgrund der herausragenden Stellung in seiner Partei und der Tatsache, dass über die bisherigen Amtszeiten kein Nachfolger bestimmt wurde, suchten Mitglieder der MAS intensiv nach Wegen, um eine erneute Kandidatur von Evo Morales und Álvaro García zu ermöglichen. Verschiedene Szenarien, einschließlich des Ämtertauschs nach russischem Vorbild, wurden durchgespielt.
Einem Antrag von Parlamentsabgeordneten folgend, die Morales unterstützen, hob das Verfassungsgericht (Tribunal Constitucional) am 28. November 2018 die Wirkung derjenigen Artikel der Verfassung auf, die einer vierten Amtszeit des Präsidenten (sowie des Vizepräsidenten) im Wege standen und begründete dies damit, dass dadurch „dessen politische Rechte beeinträchtigt würden“. Konkret geht es dabei darum, dass die Verfassung in Art. 13 Abs. IV die in internationalen Verträgen garantierten Menschenrechte besonders schützt. Darunter fällt auch die Amerikanische Menschenrechtskonvention, die in Art. 23 ohne Einschränkung jedem Bürger politische Rechte zusagt, einschließlich der Bewerbung für politische Ämter. Drei Jahre später erklärte jedoch der Interamerikanische Gerichtshof für Menschenrechte in einem Rechtsgutachten für Kolumbien, dass Art. 23 keineswegs die Begrenzung der Amtszeit verbiete und die unbeschränkte Wiederwahl als Präsident kein individuelles Menschenrecht sei.

## Seit 2019

### Präsidentschaftswahl 2019 und Exil
Morales bewarb sich gemeinsam mit Vizepräsident Álvaro García Linera um eine vierte Amtszeit. Ursprünglich galt die Wahl am 20. Oktober, in der der ehemalige Präsident Carlos Mesa sein Hauptkonkurrent war, als offen. Nach dem vorläufigen Abschluss der Auszählungen bei 80 % der Stimmen stand eine zweite Runde mit Carlos Mesa bevor, doch das TREP-System (System für Übertragung der vorläufigen Ergebnisse) wurde ausgeschaltet und die Datenübermittlung erst am Abend des folgenden Tages fortgesetzt. Als die Ergebnisse veröffentlicht wurden, war eine signifikante Abweichung der Tendenz im Vergleich zur letzten vorherigen Veröffentlichung erkennbar. Morales wurden 47,07 % der Stimmen bescheinigt, während Mesa diesen Angaben zufolge auf 36,51 % der Stimmen kam. Damit wäre die von vielen Seiten erwartete Stichwahl nicht mehr nötig gewesen, da Morales mehr als 40 % der Stimmen erreicht hatte und einen Vorsprung von mehr als zehn Prozentpunkten auf Mesa aufwies, was laut bolivianischem Wahlrecht für den sofortigen Sieg ausreichte. Sowohl Morales selbst als auch das oberste Wahlgericht erklärten ihn zum Sieger der Wahlen.
Die Opposition erkannte dieses Wahlergebnis nicht an, und in der Bevölkerung kam es zu Protesten. Als Antwort auf die Demonstrationen in verschiedenen Städten befahl er, die Städte zu belagern und einzukesseln. Die Wahlbeobachter der OAS empfahlen, die erste Wahl wegen Unregelmäßigkeiten zu annullieren. Untersuchungen von Wissenschaftlern vom Massachusetts Institute of Technology (MIT) und der University of Pennsylvania wiesen der OAS später Fehler in ihrer Bewertung nach und fanden keine Beweise für Wahlbetrug.
Die Polizei- und Militärführung stellte sich zunehmend auf die Seite der Demonstranten, und am Abend des 10. November 2019 forderte ihn der Militärchef auf, zurückzutreten. Nachdem Morales am Vortag noch von Putsch und Verschwörung geredet hatte, hatte er sich zuerst – am 10. November nachmittags – für Neuwahlen ausgesprochen, abends erklärte er in einer Fernsehansprache seinen Rücktritt.
Die Verfolgung durch das neue Regime zwang Morales, aus dem Land zu fliehen und er erhielt am 11. November 2019 Politisches Asyl in Mexiko. Die Polizei war am 10. November in ihren Kasernen geblieben, beschützte weder Morales noch seine Familie oder MAS-Mitglieder, und es war zu Gewaltausbrüchen gekommen. Eine Interimspräsidentin, Jeanine Áñez, wurde installiert. Weithin als Putsch verurteilt, wurden die daraus resultierenden Proteste mit tödlicher Gewalt beantwortet. Wenige Tage nach der Machtübernahme, am 14. November, setzte das Áñez-Regime das Dekret 4078 durch, das dem Militär Immunität für alle Handlungen gewährte, die zur „Verteidigung der Gesellschaft und Aufrechterhaltung der öffentlichen Ordnung“ durchgeführt wurden. Trotz seines offiziellen Rücktrittes und der Ausreise nach Mexiko bezeichnete sich Morales weiterhin als rechtmäßigen Präsidenten, da das – aufgrund des Boykottes der Morales-Partei MAS handlungsunfähige – Parlament „seinen Rücktritt nicht angenommen“ habe.
Im Dezember 2019 verließ Morales Mexiko und ließ sich in Argentinien nieder. Im Juli 2020 erhob die bolivianische Staatsanwaltschaft Anklage wegen Terrorismus und Finanzierung terroristischer Aktivitäten gegen ihn, wegen der angeblichen Mobilisierung von Straßenblockaden nach dem Putsch. Morales habe unter anderem per Telefon einem Vertrauten aufgetragen, mehrere Städte Boliviens von der Versorgung mit Lebensmitteln abzuschneiden. Interpol lehnte mehrfach den Antrag auf Ausstellung eines internationalen Haftbefehls gegen Morales ab. Interpol sah keine Rechtfertigung für einen Haftbefehl, da sich die Vorwürfe gegen politische Aktivitäten richteten.

### Rückkehr
Nach den Präsidentschafts- und Parlamentswahlen am 18. Oktober 2020, die mit einer Rekord-Wahlbeteiligung von 87 % und bereits im ersten Wahlgang klar mit 55,1 % für die sozialistische MAS mit ihrem Kandidaten Luis Arce entschieden wurden, hob der bolivianische Gerichtshof den Haftbefehl gegen Morales auf und ermöglichte so seine Rückkehr. Am 9. November 2020, ein Tag nach der Vereidigung des neuen Präsidenten Arce, überquerte Morales die internationale Grenze zwischen Quiaca-Villazón, wo er von Tausenden von Anhängern mit Fahnen begrüßt wurde. Der argentinische Präsident Alberto Fernández sagte, nachdem er Morales zum Grenzübergang begleitet hatte: „Es gibt Tausende von Bolivianern, die darauf warten, Evo auf der anderen Seite dieser Brücke zu umarmen... und wissen Sie warum? Weil das Volk sich nie irrt. Es lebe Bolivien! Es lebe Lateinamerika!“ Anlässlich seiner Rückkehr und des Sieges der sozialen Bewegungen über den 12-monatigen Staatsstreich erklärte Morales in Villazón: „Wir haben unsere Demokratie ohne Gewalt wiederhergestellt, und wir haben unser Heimatland wieder zurückerobert.“

### Machtkampf mit Arce
Nach seiner Rückkehr nach Bolivien kam es zu einem Zerwürfnis zwischen Morales und Arce, das dazu führte, dass Morales Arce offen bekämpfte und Arce 2023 gezwungenermaßen die Partei verließ. Auch seinen langjährigen Weggefährten und Vizepräsidenten Álvaro García Linera erklärte Morales zu seinem „Feind“.
Morales hatte klar erkennen lassen, dass er wieder Präsident werden wollte. Nach der Entscheidung des Interamerikanischen Gerichtshof für Menschenrechte, der eine Begrenzung der Amtszeit nicht als Verletzung der Menschenrechte ansah, hob das bolivianische Verfassungsgericht am 29. Dezember 2023 sein Urteil von 2018 auf und setze die verfassungsgemäße Begrenzung auf zwei Amtszeiten wieder in Kraft. Eine Kandidatur Morales’ bei den Präsidentschaftswahlen 2025 war damit ausgeschlossen. Im Mai 2024 jedoch kündigte Morales vor Anhängern in Cochabamba an, er werde einen Weg finden, bei der Wahl 2025 anzutreten.
Beim Parteikongress am 5. Mai 2024 wurde er aus dem Parteivorstand der MAS gewählt. Sein Nachfolger als Parteivorsitzender ist der Bauerngewerkschaftsfunktionär Grover García. Am 27. Oktober wurde von Polizisten im Chapare auf das Auto, in dem Morales zu einem Radiointerview fuhr, geschossen, was von diesem als Attentat gewertet wurde. Nach Aussagen der Sicherheitskräfte wurde jedoch zuerst aus der Kolonne von Morales auf die Sicherheitskräfte geschossen, die die Autos nach Drogen durchsuchen wollten, woraufhin das Feuer eröffnet worden sei. Anhänger von Morales stürmten wenig später eine Militärstation und nahmen mehr als 200 Angehörige des Militärs als Geiseln.
Im September 2024 rief Morales seine Anhänger zu einem „Marsch zur Rettung Boliviens“ auf. In der Folge kam es zu gewalttätigen Auseinandersetzungen zwischen seinen Anhängern und Gegendemonstranten. Regierungsvertreter beschuldigten Morales, er wolle die Demokratie zerstören.

### Ermittlungen wegen sexuellen Missbrauchs Minderjähriger
Gegen Morales wurden zwei Verfahren wegen sexuellen Missbrauchs Minderjähriger eingeleitet. Seit August 2020 sieht sich Morales mit Vorwürfen konfrontiert, sexuelle Beziehungen zu Minderjährigen unterhalten zu haben. Auslöser waren Fotos, die ihn mit einer jungen Frau zeigen. Journalisten und Behörden erklärten, es handle sich um eine Beziehung seit deren 14. Lebensjahr. Die Betroffene wurde später als Noemí Meneses identifiziert. Sie erklärte, erst 2020 mit Morales eine Beziehung begonnen zu haben, während Medien umfangreiche Chatprotokolle, Fotos und Reisedaten veröffentlichten, die auf eine längerfristige Verbindung hindeuteten. Kritiker wie die feministische Aktivistin María Galindo warfen Morales vor, junge Frauen auf öffentlichen Veranstaltungen gezielt angesprochen zu haben. Morales selbst äußerte sich zunächst nicht.
Am 21. August 2020 wurde eine zweite Anzeige bekannt, er habe während seiner Präsidentschaft im Jahr 2016 Geschlechtsverkehr mit einem fünfzehnjährigen Mädchen gehabt, das daraufhin schwanger geworden sei; nach bolivianischem Recht würde dies als Vergewaltigung bewertet. Darin wird behauptet, Morales habe mit einer damals 15-Jährigen ein Kind gezeugt und sei als Vater in der Geburtsurkunde eingetragen. Morales wies dies als „schmutzige Kampagne“ der Übergangsregierung zurück. Gleichwohl leitete die Staatsanwaltschaft Ermittlungen ein, die auch 2024 noch andauerten. Nachdem Morales im Oktober 2024 einer Anhörung fernblieb, erließen Gerichte mehrere Haftbefehle, zuletzt am 17. Januar 2025 in Tarija, verbunden mit der Sperrung seiner Vermögenswerte und einem Ausreiseverbot.
Im Oktober 2024 wurde bekannt, dass es Ermittlungen gegen Morales wegen sexuellen Missbrauchs von Minderjährigen und Menschenhandels in der Zeit seines Asyls in Argentinien gibt.
Im August 2025 berichtete die Nachrichtenagentur ANF, dass die im zweiten Verfahren genannte Cindy Sarai gemeinsam mit ihrer Tochter und ihrer Mutter in Argentinien politisches Asyl erhalten habe. Laut Oppositionsabgeordneten gilt sie als Opfer im Verfahren, in dem Morales vorgeworfen wird, sie 2015 im Alter von 15 Jahren geschwängert zu haben. Darüber hinaus wurde von möglichen weiteren Kindern mit anderen Frauen berichtet. Die Ermittlungen werden unter dem Tatbestand des Menschenhandels geführt, da Morales die Jugendliche über seine „Jugendgarde des Präsidenten“ kennengelernt haben soll. Morales verweigerte bislang eine Aussage und hält sich im Tropico de Cochabamba auf. In einem Interview mit The Guardian erklärte er zu seiner Verteidigung: „Wenn es kein Opfer gibt, gibt es auch kein Verbrechen.“

## Politische Standpunkte

### Allgemeines

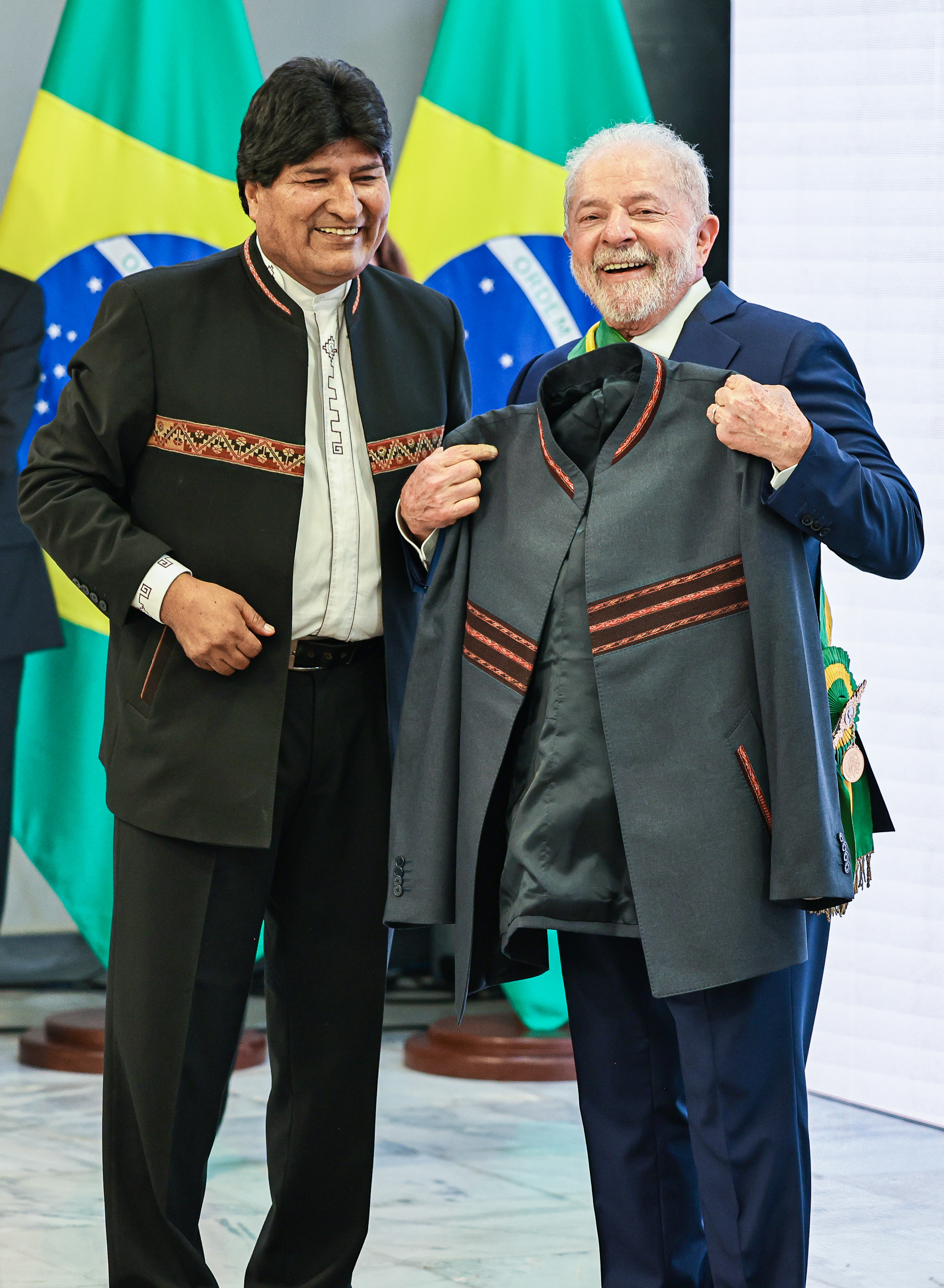
Evo Morales gratuliert dem Präsidenten Brasiliens, Lula, zu seiner Wiederwahl, Palácio do Planalto, Brasília (2023).

Morales ist von seinen Gegnern als Populist oder als Diktator bezeichnet worden. Er selbst sieht sich als Sozialist, ohne jedoch einer klaren dogmatischen Lehre zu folgen. Er gilt im internationalen Kontext als pragmatisch und als Unterstützer des Multilateralismus. Er betont regelmäßig die Freundschaft der lateinamerikanischen „Brudervölker“ und war von Anfang an von der UNASUR-Initiative zur engeren Union der Patria Grande begeistert. Die Stärkung der Souveränität auf allen Ebenen (Landwirtschaft, Wissenschaft, Kultur etc.) gehört zum Kern seiner Politik. Dazu gehört auch die strikte Nichteinmischung in die inneren Angelegenheiten anderer Staaten. Innenpolitisch sucht er die „sozialen Bewegungen“ – also etwa Gewerkschaften, Genossenschaften und Verbände – zu stärken und gleichzeitig an sich und seine Partei zu binden.
Morales gilt als kapitalismuskritisch. Er bezeichnete 2014 den Neoliberalismus als eine Erfindung von IWF und Weltbank, die dem einfachen Volk nur das nackte Überleben sichere. Im Jahr 2014 forderte Morales den IWF auf, an Bolivien und andere Staaten Entschädigungszahlungen zu leisten. Die IWF-Politik habe zu Armut, Leid und Tod von Millionen Menschen geführt und der IWF solle endlich die Verantwortung dafür übernehmen.
Der neoliberal dominierte Staat unterstütze, so Morales, Individualismus, Konsumismus und Abhängigkeit, lasse aber die Bauern im Stich, wenn zum Beispiel eine Ernte durch Unwetter vernichtet werde. Unter Morales wurden zahlreiche bolivianische Industrieunternehmen verstaatlicht. Die bolivianische Wirtschaft wuchs, die Staatseinnahmen stiegen, die Staatsschulden sanken, und der Internationale Währungsfonds attestierte Morales 2010 eine „angemessene Wirtschaftspolitik“. Die Erträge aus den verstaatlichten Betrieben flossen teilweise in Bildung, Gesundheit, Infrastruktur und Sportanlagen sowie Sozialprogramme.
Kritisch äußert Morales sich auch zur Praxis der Kokapolitik. Beim Thema Klimawandel sieht er die Industriestaaten – auch finanziell – in der Pflicht. Im Juli 2014 wurde in Bolivien ein Gesetz verabschiedet, das Arbeit von Kindern ab 10 Jahren in gewissem Umfang erlaubt, besonders gefährliche Arbeiten wie im Bergbau oder im Zuckerrohranbau blieben verboten. Gleichzeitig wurden jedoch auch einige Kinderrechte gestärkt, beispielsweise in den Bereichen Schutz vor Ausbeutung und Zugang zu Bildung und Gesundheitseinrichtungen. Der Schritt wurde kontrovers aufgenommen, Kinderrechtsanwältinnen begrüßten das Gesetz teilweise. Unter anderem die Internationale Arbeitsorganisation ILO kritisierte hingegen gegen das Gesetz, nach ihren Zielen soll sämtliche Kinderarbeit verboten werden. 2018 nahm die bolivianische Regierung das Gesetz in wesentlichen Passagen zurück.
Im Oktober 2009 wurde Morales von der Generalversammlung der Vereinten Nationen zum „World Hero of Mother Earth“ ernannt. Andererseits geriet er u. a. 2019 mit der Befürwortung von Brandrodungen im Amazonas-Regenwald in die Kritik.
Morales ließ sich unter anderem vom slowenischen Philosophen Slavoj Žižek beraten.

### Äußerungen zum Nahostkonflikt
Evo Morales verkündete am 14. Januar 2009 den Abbruch der diplomatischen Beziehungen seines Landes zu Israel wegen der Operation Gegossenes Blei. Er sagte, er werde eine Klage gegen Israel vor dem internationalen Strafgerichtshof unterstützen, und forderte, dass dem damaligen israelischen Präsidenten Shimon Peres der Friedensnobelpreis aberkannt werden solle. Außerdem kritisierte er den Sicherheitsrat der Vereinten Nationen für seine angeblich zurückhaltende Reaktion auf die Krise.

### Erzwungene Landung in Wien am 2. Juli 2013

Spanien, Frankreich und Italien (rot) verweigerten dem Präsidenten Boliviens die Erlaubnis, ihren Luftraum zu durchqueren. Morales’ Flugzeug musste in Österreich (gelb) landen.

In der Nacht vom 2. zum 3. Juli 2013 landete die Präsidentenmaschine Morales’ auf dem Weg von Moskau nach La Paz außerplanmäßig im neutralen Österreich am Flughafen Wien. Die ungeplante Landung war durch zunehmenden Treibstoffmangel erzwungen, nachdem die Länder Frankreich, Italien, Spanien und Portugal der aus Moskau kommenden Maschine die Überflugsrechte auf dem Flug nach Südamerika entzogen hatten, wobei Frankreich dies kurzfristig vor Erreichen seines Territoriums verkündet hatte. Grund war die Vermutung seitens der USA, der Whistleblower Edward Snowden könne an Bord versteckt nach Bolivien ausgeflogen werden und dort Asyl erhalten. Der österreichische Bundespräsident Heinz Fischer, der Morales als lange bekannten Freund bezeichnete, hatte die Möglichkeit einer Landung in Wien nach hektischen Telefonaten persönlich eröffnet. Der spanische Botschafter in Wien, Alberto Carnero, versuchte nach der Landung vergeblich, sich eine Einladung zum „Kaffeetrinken“ an Bord der stehenden Maschine zu verschaffen.
Morales bezeichnete den Vorgang nach seiner Landung in La Paz als „eines der außergewöhnlichsten Vorkommnisse in der Geschichte des internationalen Rechts“ und Bruch der „Grundsätze des gegenseitigen Vertrauens“. Er wertete das Festhalten der bolivianischen Präsidentenmaschine als ein Zeichen des Niedergangs von Idealen in Europa und arroganten Rassismus, Indigene würden noch immer als „Hindernis für die Zivilisation“ betrachtet. Sein indigenes Volk sei hingegen „in der Lage, brüderlich mit den mutigen Völkern dieser Welt und Europas dafür zu kämpfen, dem imperialistischen Kolonialismus ein Ende zu machen“.
Morales bot daraufhin Edward Snowden Asyl an und drohte damit, die US-amerikanische Botschaft zu schließen.

### Religion
Ein wichtiges Projekt der Regierung Morales bestand von Anfang an darin, den Stellenwert der autochthonen spirituellen Traditionen zu stärken und den Einfluss der katholischen Kirche, die als Erbe der Kolonisation betrachtet wird, zurückzudrängen. Mit der Verfassungsreform von 2009 verlor der Katholizismus seinen Status als Staatsreligion. Seit 2019 gilt ein neues Religionsgesetz, das alle Glaubensrichtungen gleichstellt und somit den Verfassungsauftrag erfüllt.
Morales hat oft an indigenen spirituellen Zeremonien teilgenommen, sich aber auch zum christlichen Glauben bekannt.
2013 versuchte Morales mit der Iglesia Católica Apostólica Renovada del Estado Plurinacional („Erneuerte Katholisch-Apostolische Kirche des plurinationalen Staates“) eine Nationalkirche zu etablieren. Die römisch-katholische Kirche erkennt diese nicht an.
Morales bezeichnete die katholische Kirche laut Bericht der Wochenzeitung ZEIT über die Präsidentschaftswahlen im Oktober 2014 als „Feind des Friedens“. In bolivianischen Medien wird der Präsident mit der Aussage vom Januar 2009 zitiert, dass „in Bolivien neue Feinde aufgetaucht sind, nicht nur die Medien der Rechten, sondern auch Organisationen der katholischen Kirche und die Führungsebene der katholischen Kirche sind Feinde der friedlichen Veränderungen“.
Zur Zeit des Pontifikats von Papst Benedikt XVI. führte Morales regelmäßig offene Auseinandersetzungen mit der Kirche. Papst Franziskus, der 2015 Bolivien besuchte, sah er jedoch eher als Partner und Vermittler.

## Rezeption
Die Chefredakteurin der bolivianischen Tageszeitung „Página Siete“ schätzte 2019 ein, dass die Präsidentschaft Morales’ rückblickend mit gelungenen Reformen verbunden werden würde, dies, obschon seine Politik auf Polarisierung beruhte. Die Zeitung war während der Unruhen geschlossen geblieben, da Morales-Anhänger das Personal und die Gebäude, darunter auch Medienhäuser, angegriffen hatten.
Die Zeit attestierte 2014 Morales eine erfolgreiche Wirtschaftspolitik: Seit dessen Amtsantritt seien durch Steuererhöhungen und Verstaatlichungen die Staatseinnahmen bis 2013 um 460 Prozent gewachsen, woraus die bolivianische Regierung diverse sozialpolitische Maßnahmen finanziert habe. Auch habe sich die Umverteilungspolitik positiv auf den Konsum ausgewirkt. Hingegen war die Affinität von Morales zu einem autoritären Regierungsstil unübersehbar und die Zeit nannte die polemischen Äußerungen von Morales’ als Ausdruck einer Streitsucht.

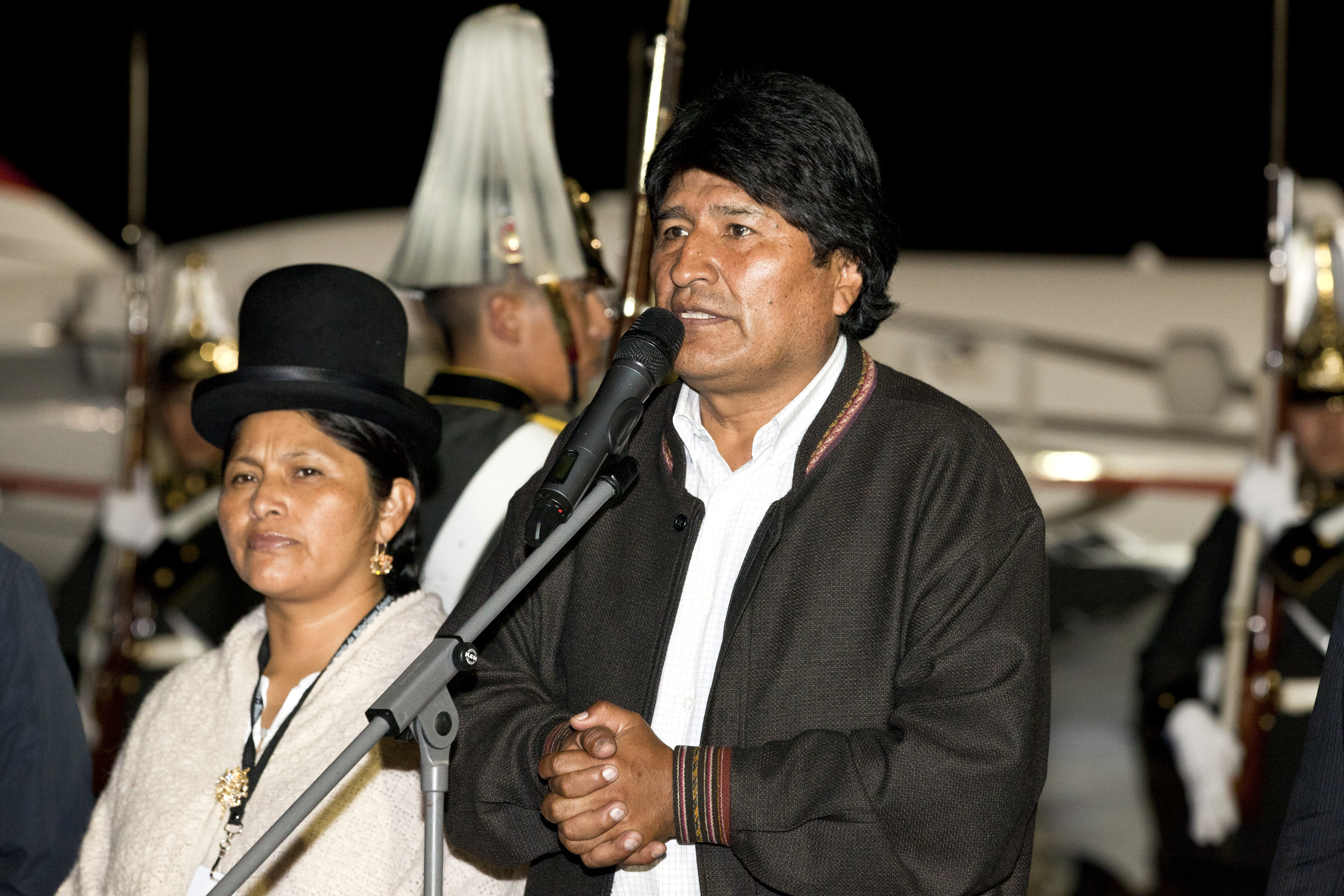
Präsident Morales machte 2013 zusammen mit Außenminister Choquehuanca einen Staatsbesuch in Quito. Im Hintergrund die Botschafterin von Bolivien in Ecuador, Ruzena Maribel Santamaría.

Lange Zeit und bis 2006 wäre es unvorstellbar gewesen, dass indigene Frauen („Cholas“), gekleidet in traditioneller Kleidung (den Polleras, breite Faltenröcken und Bowlerhut) eine berufliche Karriere außerhalb des informellen Sektors machen könnten. Die Inklusion der Indigenen war eine der wichtigsten Errungenschaften von Morales’ Regierungszeit, während der sich eine Rückaneignung des Begriffs vollzog. Die einst beleidigende Bezeichnung „Chola“ wird inzwischen mit Stolz getragen.

### Kritik an der Agrarpolitik
Sven Schaller kritisierte 2009 in einem Beitrag für das Lateinamerika-Onlinemagazin Quetzal, die Agrarreform vom 3. Juni 2006 habe das Problem der starken Konzentration des Grundbesitzes nicht entschärfen können. Die Regierung Morales habe sich allein auf die Neuregelung des Eigentumsrechts konzentriert und lediglich unproduktive Latifundien enteignet, weswegen keine radikale Umgestaltung der Besitzstruktur erreicht worden sei.

### Kritik an der Zusammensetzung der ersten Regierung
Morales ist zwar der erste indigene Präsident in der Geschichte Boliviens, nach Ansicht indigener Kritiker wie Felipe Quispe im Jahr 2009 konnte von einer indigen geprägten Regierung jedoch nicht die Rede sein. „Die wenigen Indios, die in der Regierung waren, wie der ehemalige Bildungsminister Félix Patzi oder der Wasserwirtschaftsminister Abel Mamani, wurden ausgewechselt. Der einzige Indio im Regierungspalast ist der Außenminister David Choquehuanca.“ Zudem sei von einer traditionellen indigenen Selbstbestimmung, für die sich viele Bewegungen einsetzten, nichts zu sehen.

## Ehrungen und Auszeichnungen
Neben dem bereits genannten Titel „World Hero of Mother Earth“ der UN-Generalversammlung vom Oktober 2009 wurde Morales vielfach national und international ausgezeichnet:

### Ehrendoktor
Obwohl er selbst keine höhere Bildung genossen hat, ist Evo Morales heute im Besitz von mehr als 20 Ehrendoktortiteln, die Mehrheit davon im Ausland. Eine Auswahl davon:
- Im November 2007 erhielt Evo Morales von der Universidad Autónoma de Santo Domingo einen Ehrendoktor in Anerkennung seiner Laufbahn als Kämpfer für soziale Verbesserung.[92]
- 12. August 2011: Renmin-Universität China (Peking).
- Am 19. September 2011 erhielt Evo Morales die Ehrendoktorwürde der Universität von Havanna im Fachgebiet Politikwissenschaft für seine Verdienste um eine Neubegründung dieser Wissenschaftsdisziplin. In der Ernennungsurkunde werden dabei besonders seine Anstrengungen gewürdigt, die Völker des Südens „zu Protagonisten ihrer eigenen Entwicklung“ zu machen.[93]
- Im August 2013 wurde er von der Universidad Nacional de Lanús (UNLa, Argentinien) dafür ausgezeichnet, dass er ein Orientierungspunkt in der Verteidigung der Würde, Gleichheit, Freiheit und Integration der Völker Lateinamerikas sei.[94]
- Auf seiner Europareise im November 2015 wurde er von der Université de Pau et des Pays de l’Adour (UPPA, Frankreich)[95] und der Sapienza Università di Roma (Italien) ausgezeichnet.[96]

### Weiteres
Im Frühjahr 2007 beantragten die Bürger der Kleinsiedlung „Montevideo“ am Río Abuná im Departamento Pando, dass ihre Siedlung in Puerto Evo Morales umbenannt werden solle. Puerto Evo Morales hat inzwischen 721 Einwohner.
Darüber hinaus wurden zahlreiche Plätze, Märkte und Institutionen in Bolivien nach ihm benannt.
Im Februar 2013 beschloss der MAS-dominierte Stadtrat von Oruro, den internationalen Flughafen in Aeropuerto Evo Morales Ayma umzubenennen. Gegen diese Entscheidung gab es massive wochenlange Proteste mit Streiks und Blockaden. Schließlich lenkte der Stadtrat ein und nahm die Umbenennung zurück.

## Privates

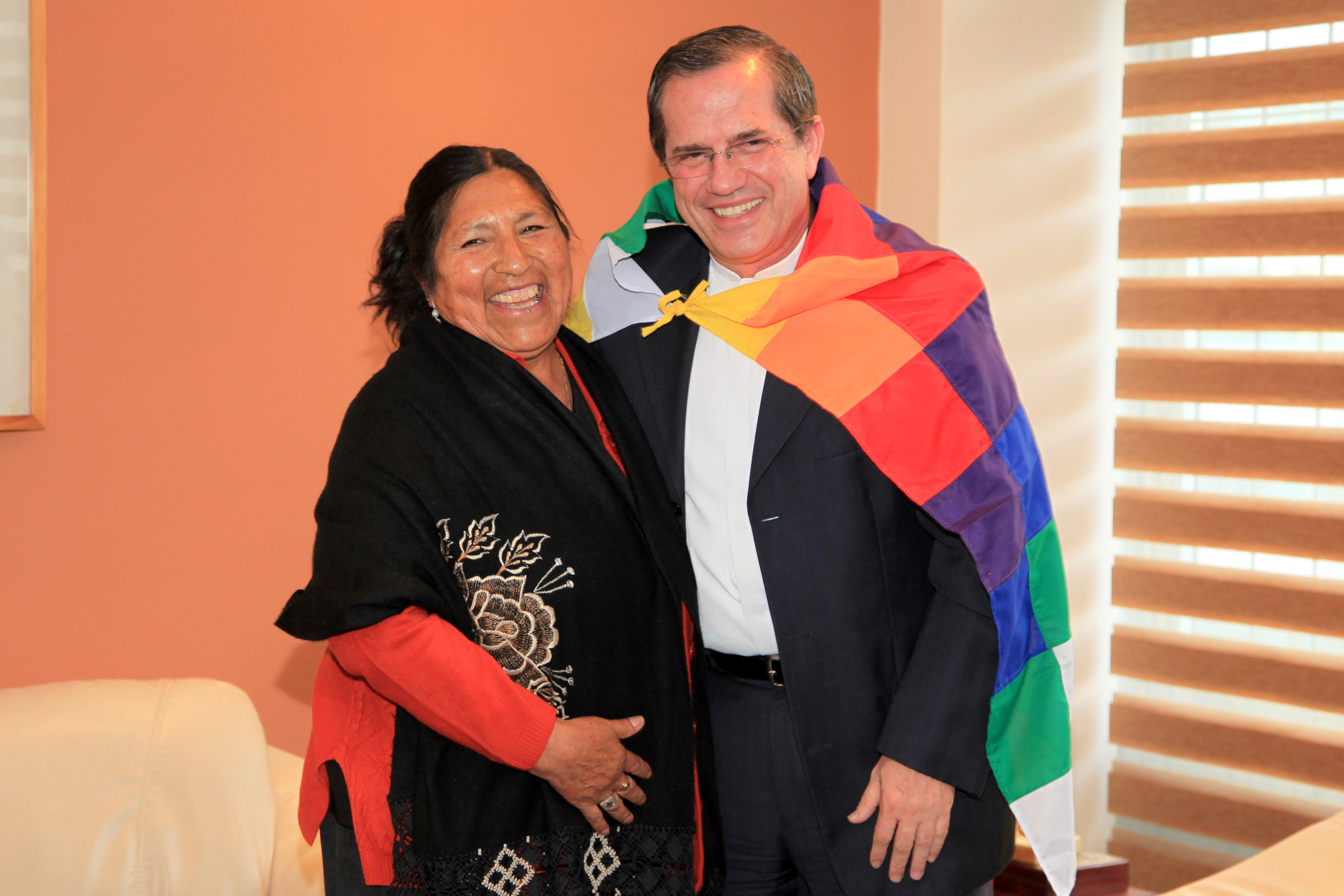
Die First Lady Esther Morales Ayman mit Ricardo Patiño, dem Außenminister von Ecuador im Kabinett von Präsident Correa.

Morales ist nicht verheiratet, die Rolle der First Lady wurde von seiner Schwester Esther Morales Ayman übernommen.
Zu Beginn seiner Präsidentschaft von 2005 bis 2007 ging Morales eine kurze Liebesaffäre mit Gabriela Zapata Montaño ein, die 2017 zu zehn Jahren Haft wegen Korruption verurteilt wurde. Präsident Morales wurde im Mai 2016 in diesem Zusammenhang vom Vorwurf der Begünstigung freigesprochen.
Morales’ Markenzeichen sind sein Pullover (Chompa) und eine traditionelle Lederjacke (Chamarra), die er zur Betonung seiner indigenen Abstammung auch bei seiner Weltreise zu Staatsoberhäuptern anlässlich seiner Einführung als Präsident trug.

## Film
Im Dokumentarfilm South of the Border von Oliver Stone aus dem Jahr 2009 wird Evo Morales neben anderen Staatsoberhäuptern Lateinamerikas interviewt.
Cocalero ist der Titel von Evo Morales’ Selbstdarstellungs-Biographie zur Präsidentschaftswahl. Regisseur des 2007 erschienenen Films war Alejandro Landes. Er wurde in spanischer Sprache gedreht, englische Untertitel sind verfügbar.

## Museum
Im Dorf Orinoca, dem Hauptort von Morales’ Geburtskanton, wurde 2017 das Museo de la Revolución Democrática y Cultura eröffnet, eines der größten Museen Boliviens. Es stellt den kulturellen Reichtum und die Vielfalt der indigenen Kulturen Boliviens dar, ihren jahrhundertelangen Kampf gegen Unterdrückung, Ausbeutung und Diskriminierung sowie die Entwicklung, die das Land unter der Leitung von Evo Morales nahm.

## Fußballkarriere
Im Mai 2014 unterschrieb Morales im Alter von 54 Jahren einen Vertrag beim bolivianischen Erstligisten Sport Boys Warnes. Er sollte für den Verein als Mittelfeldspieler oder Stürmer auflaufen. Bereits 2009 war er für einige Monate in der bolivianischen Zweiten Liga für Correo del Orinoco CF aktiv.

## Rundfunkberichte
- Christoph Peters und Linda Vierecke: BOLIVIEN – Mit kleinen Schritten aus der Armut, Deutschlandfunk – Hintergrund vom 14. Juni 2014

## Nachweise
1. ↑  Boliviens Präsident Morales tritt zurück. In: tagesschau.de. ARD, 11. November 2019, abgerufen am 11. November 2019.
2. ↑  Morales bekommt Asyl in Mexiko, Tagesschau.de, 12. November 2019
3. ↑  Tjerk Brühwiller: Der Übervater Evo Morales ist zurück. Frankfurter Allgemeine Zeitung, 11. November 2020, abgerufen am 27. März 2021.
4. ↑  dpa: Gericht stoppt Wiederwahlpläne von Boliviens Ex-Präsident Morales
5. ↑  Morales (60) sehnt sich nach seiner Geliebten (19). 1. September 2020, abgerufen am 16. August 2025 (Schweizer Hochdeutsch).
6. ↑  RedaktionsNetzwerk Deutschland: Haftbefehl gegen Evo Morales: Boliviens Ex-Präsident soll Jugendliche vergewaltigt haben. 17. Januar 2025, abgerufen am 16. August 2025.
7. ↑  Denunciaron a Evo Morales por trata y abuso infantil que habría cometido durante su asilo en Argentina. 2. November 2024, abgerufen am 16. August 2025 (europäisches Spanisch).
8. ↑  Benjamin Beutler: Der Wundertäter Evo Morales: Er ist Boliviens erster indigener Präsident und steht vor der Wiederwahl. Findet das Land mit ihm zu sich selbst? der Freitag, Ausgabe 4014, 7. Oktober 2014, aufgerufen am 30. Januar 2015.
9. 1 2  Goedeking 2000: 91
10. ↑  https://blickpunkt-lateinamerika.de/artikel/zehn-jahre-gefaengnis-fuer-ex-geliebte-von-evo-morales/
11. ↑  Farthing, Linda C.; Kohl, Benjamin H. (2014). Evo's Bolivia: Continuity and Change. Austin: University of Texas Press. ISBN 978-0292758681. P 99
12. ↑  Farthing, Linda C.; Kohl, Benjamin H. (2014). Evo's Bolivia: Continuity and Change. Austin: University of Texas Press. ISBN 978-0292758681.
13. ↑  Farthing, Linda C.; Kohl, Benjamin H. (2014). Evo's Bolivia: Continuity and Change. Austin: University of Texas Press. p 109
14. ↑  https://www.researchgate.net/publication/323943112_Schooling_and_Labor_Market_Impacts_of_Bolivia%27s_Bono_Juancito_Pinto_Program
15. ↑  http://www.noticiasfides.com/nacional/politica/evo-sustituira-el-bonosol-por-renta-dignidad-de-bs-200-mensuales-87612
16. ↑  https://www.theguardian.com/world/2010/sep/06/bolivia-child-mortality-sumi-health
17. ↑  Josef Oehrlein: Referendum in Bolivien: Präsident Morales im Amt bestätigt; Frankfurter Allgemeine Zeitung, 11. August 2008
18. ↑  t/http://www.kas.de/proj/home/pub/50/1/-/dokument_id-18325/ Fulminanter Wahlsieg für Evo Morales (Memento vom 23. Dezember 2009 im Internet Archive) Konrad-Adenauer-Stiftung, Auslandsbüro Bolivien, 7. Dezember (aufgerufen am 7. November 2009)
19. ↑  Knappe Niederlage für Morales bestätigt. Verfassungsreferendum in Bolivien. In: nzz.ch. 2. April 2016, abgerufen am 5. Dezember 2016.
20. ↑  Referendo sobre la reelección en Bolivia: resultados parciales apuntan a derrota de Evo Morales pero gobierno habla de empate técnico, BBC Mundo vom 22. Februar 2016 (spanisch)
21. ↑  Andreas Fink: Evo Morales auf ewig? Tages-Anzeiger vom 17. Februar 2016.
22. ↑  Mit Geigen gegen die Diskriminierung, NZZ, 11. August 2016
23. ↑  Tribunal Constitucional permite a Evo Morales reelegirse para un cuarto mandato. El presidente de Bolivia podrá participar en las elecciones de 2019 después de que se suspendieran los artículos de la Constitución que prohibían la reelección. In: El País, 29. November 2018.
24. ↑  Olivia Beech, American Society of International Law: Unlimited Presidential Reelection Breaches Convention Standards, 23. August 2021, abgerufen am 22. Oktober 2024 (englisch)
25. ↑  Urteil OC-28/21 vom 7. Juni 2021, abgerufen am 22. Oktober 2024 (spanisch)
26. ↑  Ernesto Londoño: Bolivia’s Evo Morales Faces Runoff, Early Election Returns Show. In: The New York Times. 20. Oktober 2019, ISSN 0362-4331 (nytimes.com [abgerufen am 26. Oktober 2019]).
27. ↑  Bolivia's Morales declares himself outright winner of presidential poll but opponents allege vote fraud. In: The Japan Times Online. 25. Oktober 2019, ISSN 0447-5763 (japantimes.co.jp [abgerufen am 26. Oktober 2019]).
28. ↑  ORF at/Agenturen red: Bolivien: Morales zum Sieger erklärt. 26. Oktober 2019, abgerufen am 26. Oktober 2019.
29. ↑  RUNNER-UP IN BOLIVIAN ELECTION CARLOS MESA SAYS WILL NOT RECOGNIZE RESULTS OF QUICK COUNT, ACCUSES GOVT OF ELECTORAL FRAUD -LOCAL NEWSPAPER EL DEBER. Abgerufen am 26. Oktober 2019 (amerikanisches Englisch).
30. ↑  Morales amenaza con convocar a sus bases y cercar ciudades de Bolivia. 26. Oktober 2019, archiviert vom Original (nicht mehr online verfügbar) am 11. November 2019; abgerufen am 11. November 2019 (spanisch).
31. ↑  A Bitter Election. Accusations of Fraud. And Now Second Thoughts. In: nytimes.com. 9. November 2020, abgerufen am 5. Dezember 2020 (englisch).
32. ↑  John Curiel, Jack R. Williams: Bolivia dismissed its October elections as fraudulent. Our research found no reason to suspect fraud, The Washington Post, 27. Februar 2020. Originallink des Berichts
33. ↑  M.I.T. Researchers Cast Doubt on Bolivian Election Fraud. In: nytimes.com. 11. März 2020, abgerufen am 5. Dezember 2020 (englisch).
34. ↑  Boliviens Präsident Evo Morales tritt zurück, nachdem sich selbst Polizei und Militär von ihm abwenden, NZZ, 11. November 2019
35. ↑  Morales setzt wegen Protesten Neuwahlen an – derStandard.at. 10. November 2019, abgerufen am 10. November 2019 (österreichisches Deutsch).
36. ↑  Rücktritt : Boliviens Präsident Evo Morales tritt nach Massenprotesten zurück – aktualisiert um 22:14 MEZ – derStandard.at. 10. November 2019, abgerufen am 10. November 2019 (österreichisches Deutsch).
37. ↑  Frankfurter Allgemeine Zeitung: Morales flüchtet ins Exil, Armee plant Einsatz gegen seine Anhänger, 12. November 2019.
38. 1 2  «Die Bolivianer hatten das Gespenst Venezuela vor Augen», NZZ, 11. November 2019
39. ↑  Matt Kennard: Revealed: The UK supported the coup in Bolivia to gain access to its ‘white gold’, DECLASSIFIED UK, 8. März 2021
40. ↑  Boliviens Ex-Präsident Morales: „Ich bin weiterhin Präsident – Tagesschau.de“
41. ↑  Boliviens Ex-Präsident Morales wegen Terrorismus angeklagt, ORF, 7. Juli 2020.
42. ↑  Putschisten privatisieren
43. ↑  https://amerika21.de/2020/10/244694/mas-endgueltiges-ergebnis
44. ↑  Haftbefehl gegen Ex-Präsident Evo Morales aufgehoben, Spiegel, 26. Oktober 2020, abgerufen am 29. Oktober 2020
45. ↑  https://twitter.com/KawsachunNews/status/1325805580221632512
46. ↑  Tom Phillips, Dan Collyns: 'The fight goes on': exiled former president Evo Morales returns to Bolivia. In: theguardian.com. 9. November 2020, abgerufen am 4. Februar 2024 (englisch).
47. ↑  Bolivien: Wie Freunde zu Feinden wurden, ZDFheute, 3. März 2024
48. ↑  El Tribunal Constitucional de Bolivia anula la reelección indefinida e inhabilita a Evo Morales para las elecciones de 2025. In: BBC World. 30. Dezember 2023, abgerufen am 30. Dezember 2023 (spanisch).
49. ↑  Evo Morales advierte que se presentará a las elecciones de 2025 «a las buenas o a las malas» ABC, 5. Mai 2024
50. ↑  Evo Morales es excluido de la dirección del MAS de Bolivia. In: Deutsche Welle. 5. Mai 2024, abgerufen am 6. Mai 2024 (spanisch).
51. ↑  Anhänger von Ex-Präsident halten 200 Soldaten fest tagesschau.de, abgerufen am 3. November 2024
52. ↑  Gewalt bei Protesten in Bolivien, Tagesschau, 18. September 2024
53. ↑  José Gregorio Martínez: Denuncia contra Evo Morales por pedofilia ya está en Fiscalía boliviana. In: PanAm Post. 18. August 2020, abgerufen am 16. August 2025 (spanisch).
54. ↑  Denuncian a Evo Morales por su relación con una menor - Mundo - ABC Color. Abgerufen am 16. August 2025 (spanisch).
55. ↑  Periodista Anderson confirma que vio a joven, posible pareja de Evo, en México. Abgerufen am 16. August 2025 (englisch).
56. ↑  Crónica de New Yorker "La caída de Evo" incluyó una descripción coincidente con Noemí. Abgerufen am 16. August 2025 (spanisch).
57. ↑  Fotografías de Evo con una menor provocan indignación por doble partida en redes. Abgerufen am 16. August 2025 (englisch).
58. ↑  Redacción Muy Waso: María Galindo señaló delitos de estupro de Evo Morales desde 2018. In: Muy Waso. 23. August 2020, abgerufen am 16. August 2025 (spanisch).
59. ↑  Haftbefehl gegen Boliviens Ex-Präsident Morales ausgestellt. In: dw.com. Deutsche Welle, 17. Dezember 2024, abgerufen am 19. Januar 2025.
60. ↑  Justicia denuncia a Evo por relación con otra menor, embarazada a los 15 años. (paginasiete.bo [abgerufen am 16. August 2025]).
61. ↑  El Deber: Viceministro: Un certificado de nacimiento prueba que Evo tuvo una hija con una menor de edad | El Deber. Abgerufen am 16. August 2025 (spanisch).
62. ↑  Reuters Editorial: Morales' office denounces sex complaint as 'dirty war' by interim govt. In: AF. (reuters.com [abgerufen am 16. August 2025]).
63. ↑  Haftbefehl gegen Evo Morales: Boliviens Ex-Präsident soll Jugendliche vergewaltigt haben. In: rnd.de. Verlagsgesellschaft Madsack GmbH & Co. KG, 17. Januar 2025, abgerufen am 19. Januar 2025.
64. ↑  Denunciaron a Evo Morales por trata y abuso infantil que habría cometido durante su asilo en Argentina auf infobae.com, abgerufen am 3. November 2024
65. ↑  Agencia de Noticias Fides: Cindy Sarai, joven que tuvo una hija con Evo cuando ella tenía 16 años, recibe refugio político en Argentina - Agencias de Noticias Fides. 16. August 2025, abgerufen am 16. August 2025 (spanisch).
66. 1 2  Cindy Vargas y su familia obtienen refugio político en Argentina tras denunciar persecución en Bolivia. In: Radio Fides. 15. August 2025, abgerufen am 16. August 2025 (spanisch).
67. ↑  Julica Jungehülsing, AFP: Bolivien: Verfahren gegen Evo Morales wird eingestellt. In: Die Zeit. 1. Mai 2025, ISSN 0044-2070 (zeit.de [abgerufen am 16. August 2025]).
68. ↑  Tiago Rogero: Deadly clashes over Morales candidacy deepen Bolivia crisis in election run-up. In: The Guardian. 17. Juni 2025, ISSN 0261-3077 (theguardian.com [abgerufen am 16. August 2025]).
69. ↑  Anne Herrberg und Diego Gonzales, beide zzT La Paz: Boliviens Ex-Präsident Morales: In der Dschungelfestung. Abgerufen am 16. August 2025.
70. ↑  The Guardian: We tracked Bolivia’s fugitive president to his remote jungle hideout. 8. Mai 2025, abgerufen am 16. August 2025.
71. ↑  IWF soll Völker entschädigen. Abgerufen am 19. Oktober 2016.
72. ↑  Lithium-Abbau : Der Schatz im Salzsee. 20. Mai 2010, abgerufen am 11. November 2019.
73. ↑  Evo Morales: Klimawandel: Vom Prinzip der Solidarität. (Memento vom 26. August 2011 im Internet Archive), WOZ vom 18. Dezember 2008.
74. ↑  Bolivien: Kinderarbeit ab zehn Jahren erlaubt, APA in Der Standard vom 4. Juli 2014
75. 1 2  tagesschau.de: Bolivien: Umstrittene Kinderarbeit. In: tagesschau.de. 12. Juni 2022, abgerufen am 12. Juni 2022.
76. ↑  Morales Named “World Hero of Mother Earth” by UN General Assembly. In: Latin American Herald Tribune. Archiviert vom Original (nicht mehr online verfügbar) am 21. April 2021; abgerufen am 20. Dezember 2009 (englisch).
77. ↑  Klaus Ehringfeld: Boliviens linker Bolsonaro. In: Spiegel Online. 28. August 2019, abgerufen am 14. Mai 2020.
78. ↑  Maxim Graubner: Auch Bolivien bricht Beziehungen zu Israel ab. In: Portal Amerika21. 15. Januar 2009, abgerufen am 15. Januar 2009.
79. ↑  Bolivia cuts Israel ties over Gaza. In: Al Jazeera. 15. Januar 2009, abgerufen am 15. Januar 2009 (englisch).
80. 1 2  Reminiszenzen auch an Wien-Zwischenlandung von Morales-Flieger im Zusammenhang mit Suche nach US-Whistleblower Snowden. Wiener Zeitung, 23. Mai 2021,
81. ↑  Heinz Fischer: Danke, dass Sie Evos Leben gerettet haben Wiener Zeitung, 14. Juli 2013
82. ↑  Brief aus der Luft, Übersetzung des Beitrags von Evo Morales, abgedruckt in Le Monde diplomatique vom 9. August 2013
83. ↑  Boliviens Regierung verabschiedet neues Religionsgesetz amerika21, 19. April 2019.
84. ↑  Bolivia: Iglesia Católica desconoce a Iglesia oficialista creada por Evo Morales, Chimbotenlinea.com, 13. August 2013.
85. 1 2  Linker Triumph, Die Zeit, 16. Oktober 2014 (S. 27)
86. ↑  Evo Morales pide fundar „una nueva iglesia“ para reemplazar a quienes lo critican, aciprensa.com, 30. Januar 2009
87. ↑  Wie Boliviens Cholas die Macht erobert haben, NZZ, 17. Oktober 2019
88. ↑  Das Drama auf dem Lande: Warum die Agrarreform das Armutsproblem bisher nicht löste. In: quetzal-leipzig.de. Archiviert vom Original (nicht mehr online verfügbar) am 23. September 2020; abgerufen am 14. Mai 2020. Hervorhebung im Original, abgerufen am 30. Mai 2009
89. ↑  „Wir sind Todfeinde und werden es immer bleiben“, lateinamerika-nachrichten.de, Sept/Okt 2008, abgerufen am 15. November 2019
90. ↑  Ehrendoktorwürden weltweit
91. ↑  Dominican university honors Bolivian president (Memento vom 7. November 2007 im Internet Archive)
92. ↑  Steffen Niese: Universität Havanna ehrt Evo Morales. In: amerika21. 24. September 2011, abgerufen am 25. September 2011.
93. ↑  Dr.h.c. UNLa
94. ↑  Dr.h.c. Uni Pau
95. ↑  Dr.h.c. Sapienza (Memento vom 23. November 2015 im Internet Archive)
96. ↑  INE – Instituto Nacional de Estadística Bolivia 2012 (Memento vom 23. Februar 2014 im Internet Archive)
97. ↑  Ntv.de, Jve/afp: Ex von Boliviens Präsident verurteilt. In: n-tv.de. 24. Mai 2017, abgerufen am 14. Mai 2020.
98. ↑  En medio de lágrimas, Evo inaugura en Orinoca el museo de la Revolución Democrática y Cultural. In: La Razón, 2. Februar 2017, abgerufen am 10. Oktober 2019.
99. ↑  Andrés Schipani: The limits of Evonomics. In: Financial Times, 9. Oktober 2019, S. 7.
100. ↑  Die Welt: Boliviens Präsident Evo Morales wird Fußballprofi vom 20. Mai 2014
101. ↑  Evo Morales quiere „estatizar“ la Federación Boliviana de Fútbol

| Vorgänger         | Amt                              | Nachfolger                    |
| ----------------- | -------------------------------- | ----------------------------- |
| Eduardo Rodríguez | Präsident von Bolivien 2006–2019 | Jeanine Áñez Chávez (interim) |

| Personendaten    | Personendaten                                         |
| ---------------- | ----------------------------------------------------- |
| NAME             | Morales, Evo                                          |
| ALTERNATIVNAMEN  | Morales Ayma, Juan Evo (vollständiger Name)           |
| KURZBESCHREIBUNG | bolivianischer Politiker, Staatspräsident (2006–2019) |
| GEBURTSDATUM     | 26. Oktober 1959                                      |
| GEBURTSORT       | Isallavi                                              |